# Fatiha Mansouri
Pour les articles homonymes, voir Mansouri.
Fatiha Mansouri est une boxeuse algérienne née le  23 mars 1997.

## Biographie
Fatiha Mansouri est médaillée d'argent dans la catégorie des moins de 48 kg aux Championnats d'Afrique de boxe amateur 2022 à Maputo, s'inclinant en finale face à la Zambienne Margret Tembo, ainsi qu'aux championnats d'Afrique de boxe amateur 2023 à Yaoundé, s'inclinant en finale face à la Marocaine Yasmine Mouttaki.
Elle est médaillée d'or dans cette même catégorie aux Jeux panarabes de 2023 à Alger et aux Jeux africains de 2023 à Accra.